# Giovan Battista della Cerva
Giovan Battista della Cerva (* um 1513 in Novara; † 27. April 1580 in Mailand) war ein italienischer Maler des Manierismus.

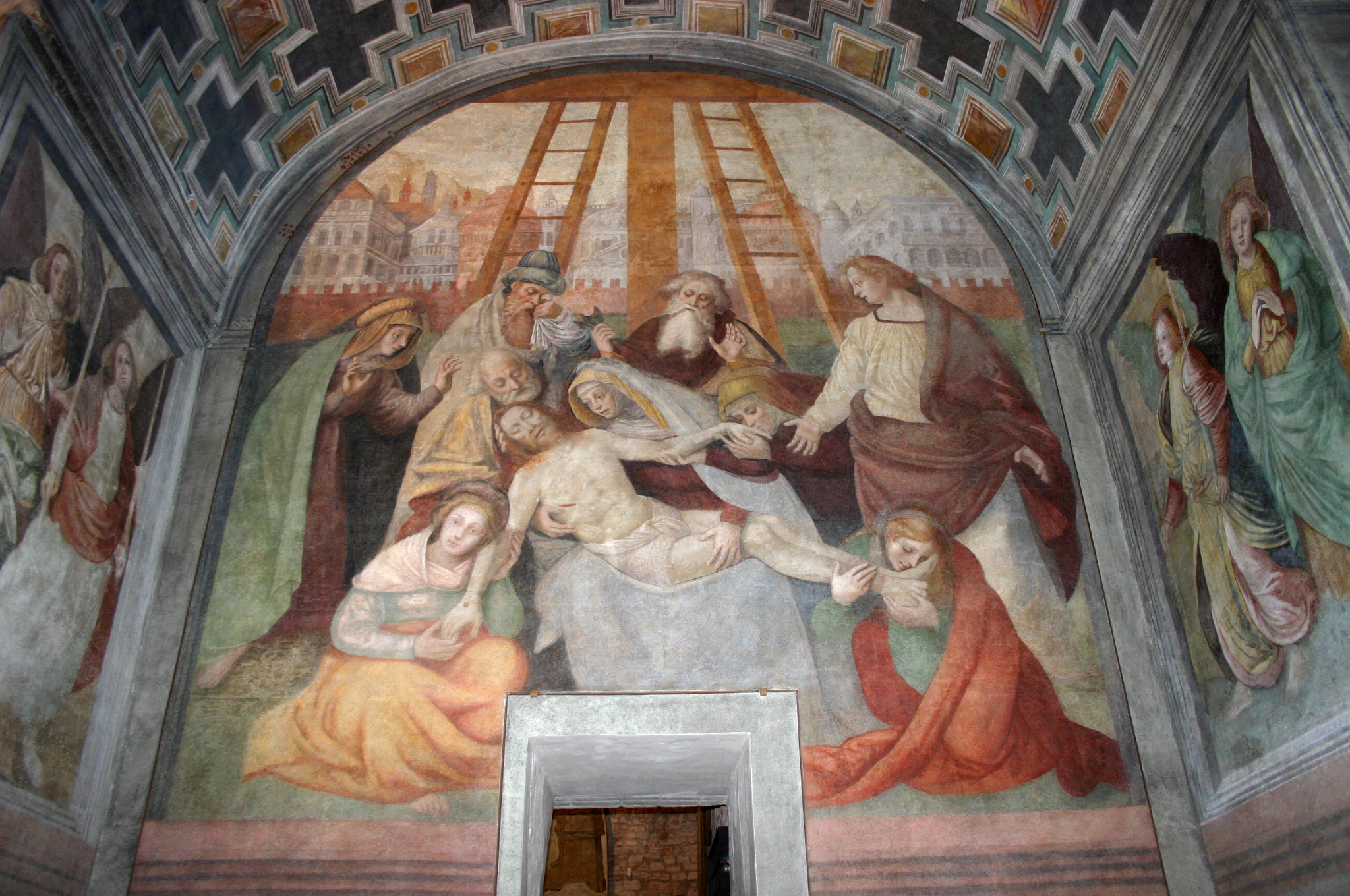
Absetzung Christi, Basilika Sant’Ambrogio, Mailand

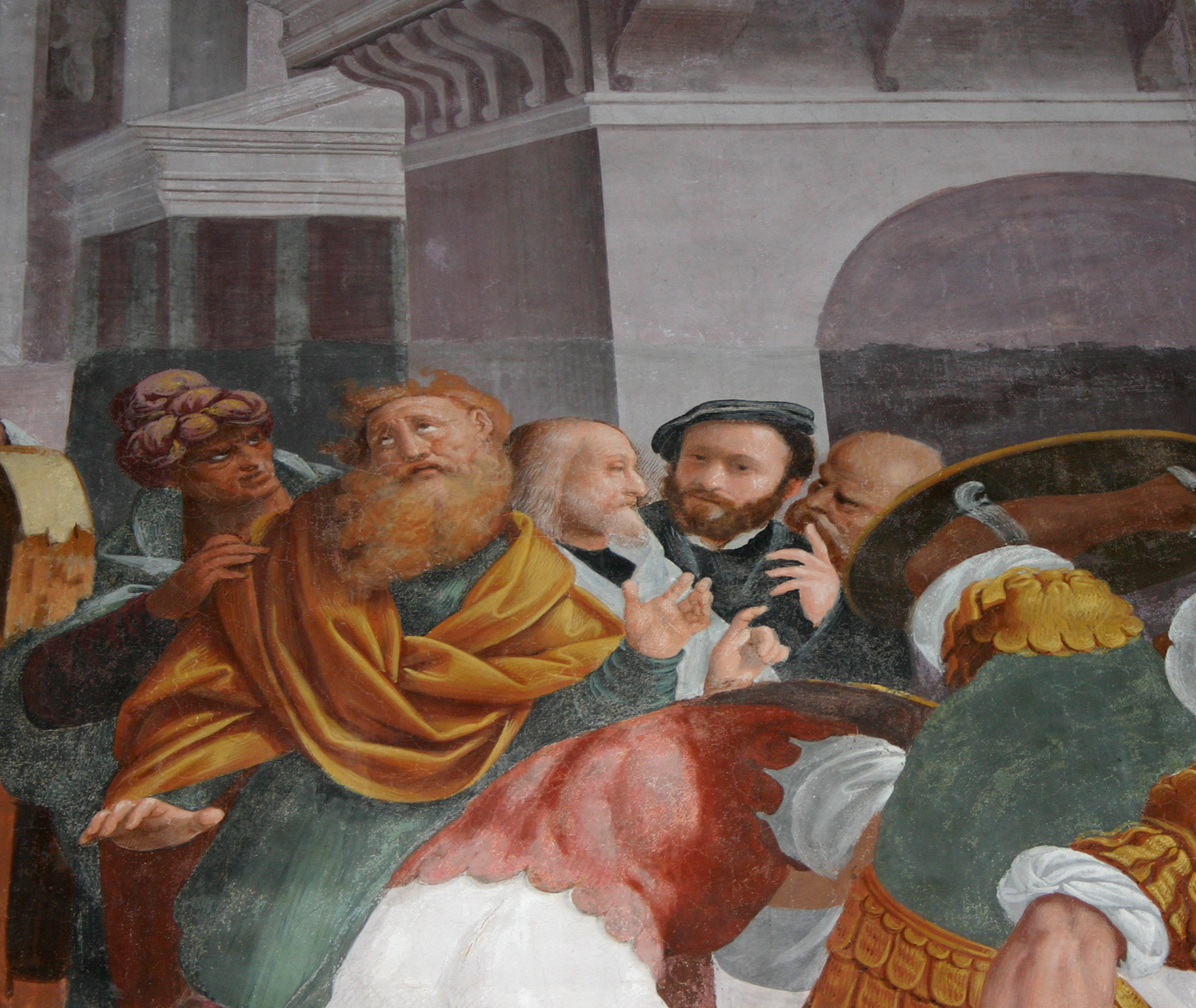
Bernardino Lanino, Selbstporträt mit Gaudenzio Ferrari und Giovan Battista della Cerva, San Nazaro in Brolo, Mailand

## Leben
Giovanni Battista della Cerva war Sohn des Giovanni Antonio aus Abbiategrasso und dessen Ehefrau Maddalena, einer Tochter von Nicodemo de Scardi. Im Jahr 1526 wurde Giovanni Battista von seiner verwitweten Mutter in Novara in der Werkstatt von Bernardino de Bucchis untergebracht, um die Kunst der Malerei zu erlernen. Della Cerva muss auf der Baustelle von Gaudenzio Ferrari gearbeitet haben, den er möglicherweise zwischen 1528 und 1534 in Vercelli traf.
Die Fresken im Presbyterium der Wallfahrtskirche Santa Maria di Piazza in Busto Arsizio können ihm zugeschrieben werden und stammen aus dem Jahr 1542. Diese Fresken umfassen die Anbetung der Hirten, die Anbetung der Heiligen Drei Könige und die Verkündigung und einige Musikantenengel, die im Gewölbe des rechten Altars gemalt sind, und das groteske Band, das sich am unteren Teil der Wände entlangzieht. Della Cervas Zusammenarbeit mit Gaudenzio Ferrari ist erst ab 1543 belegt: Zu diesem Zeitpunkt mieteten die beiden Maler, die bereits in Mailand lebten, ein gemeinsames Haus. 
Ebenfalls in Mailand arbeitete Della Cerva mit Gaudenzio Ferrari an der Taufe Christi in der Kirche Santa Maria presso San Celso (1540–1541) oder dem San Gerolamo mit Stifter in der Kirche San Giorgio al Palazzo zusammen. Im Jahr 1544 erscheint della Cerva neben Gaudenzio im Vertrag für das Abendmahl Jesu in der Mailänder Kirche Santa Maria della Passione, wo er als „Mitarbeiter“ des älteren Meisters bezeichnet wird. Della Cerva war wichtigster Assistent und Mitarbeiter von Gaudenzio Ferrari in seinen späteren Jahren. In den Werken des Meisters führte er wahrscheinlich einige Nebenfiguren aus, wie zum Beispiel das große Altarbild Aufstieg zum Kalvarienberg in der Wallfahrtskirche der Santissima Pietà in Cannobio.
Zwischen 1546 und 1548 entstanden die Fresken von Bernardino Lanino und Della Cerva mit Geschichten aus dem Leben der Heiligen in der Kapelle der Heiligen Katharina bei San Nazaro in Brolo in Mailand. Giovan Battista della Cerva war auch ein Meister von Giovanni Paolo Lomazzo, der nach den Worten des Malertheoretikers aus dem späten 16. Jahrhundert mit der Kunst von Gaudenzio Ferrari in Verbindung stand.